# Le Dramont
Le Dramont ist ein Strandabschnitt an der französischen Riviera (Côte d’Azur). Er befindet sich unweit des Ortes Agay am Mittelmeer und gehört administrativ zur Gemeinde Saint-Raphaël.
Wenige hundert Meter vor der Küste befindet sich die rund 200 Meter lange, sich in Privatbesitz befindende Insel Île d’Or (Goldinsel), auf der 1912 ein Turm in „mittelalterlichem Stil“ gebaut wurde.
Charakteristisch für die Region ist die artenreiche Flora sowie der rote Fels, der das gesamte Esterel ausmacht und durch vulkanische Aktivitäten im Perm entstand. Die felsige Küste Le Dramonts ist ein beliebtes Ausflugsziel für Kajakfahrer und Taucher, unter anderem wegen der klaren Sicht des Wassers aufgrund des Steinstrandes.
Am 15. August 1944 landeten alliierte Truppen der US-amerikanischen 36. Infanteriedivision im Rahmen der Operation Dragoon am Strand. Ein Landungsboot erinnert am Parkplatz des Strandabschnittes an dieses Ereignis.

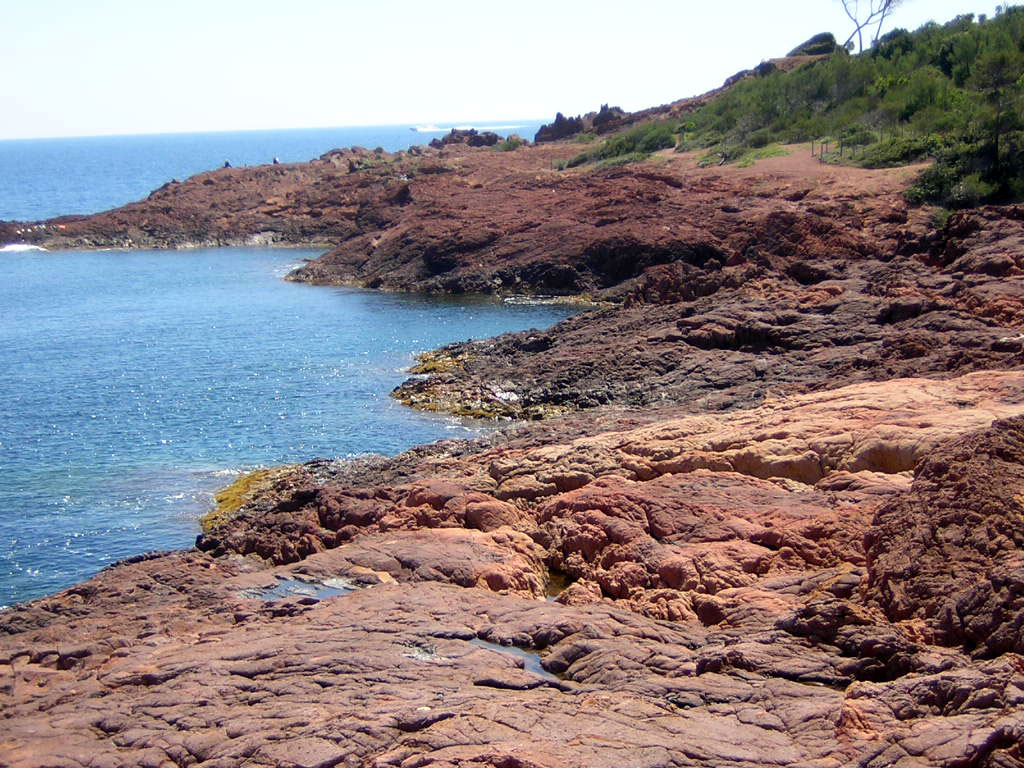
Küstenabschnitt der Region
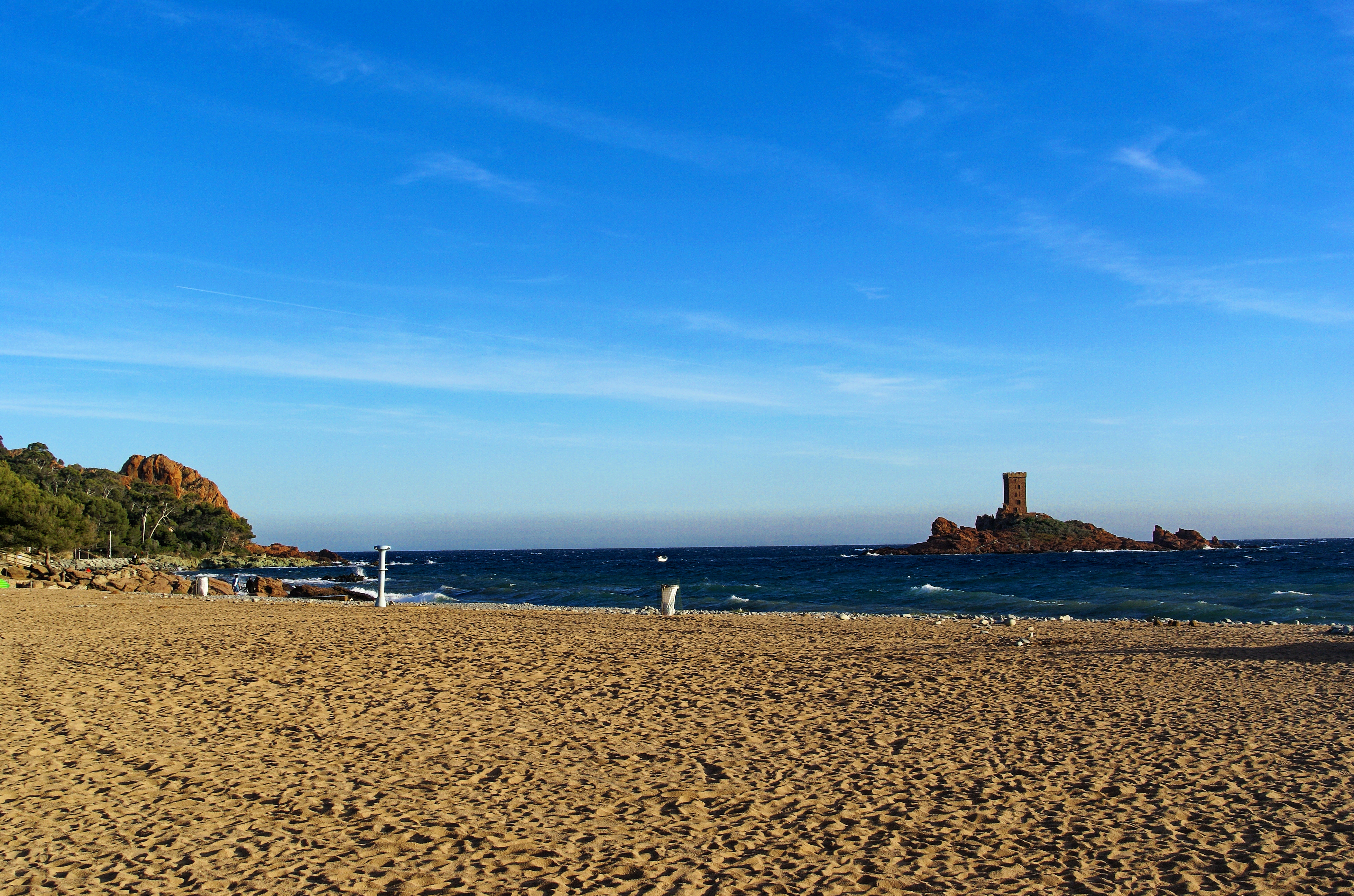
Île d'Or
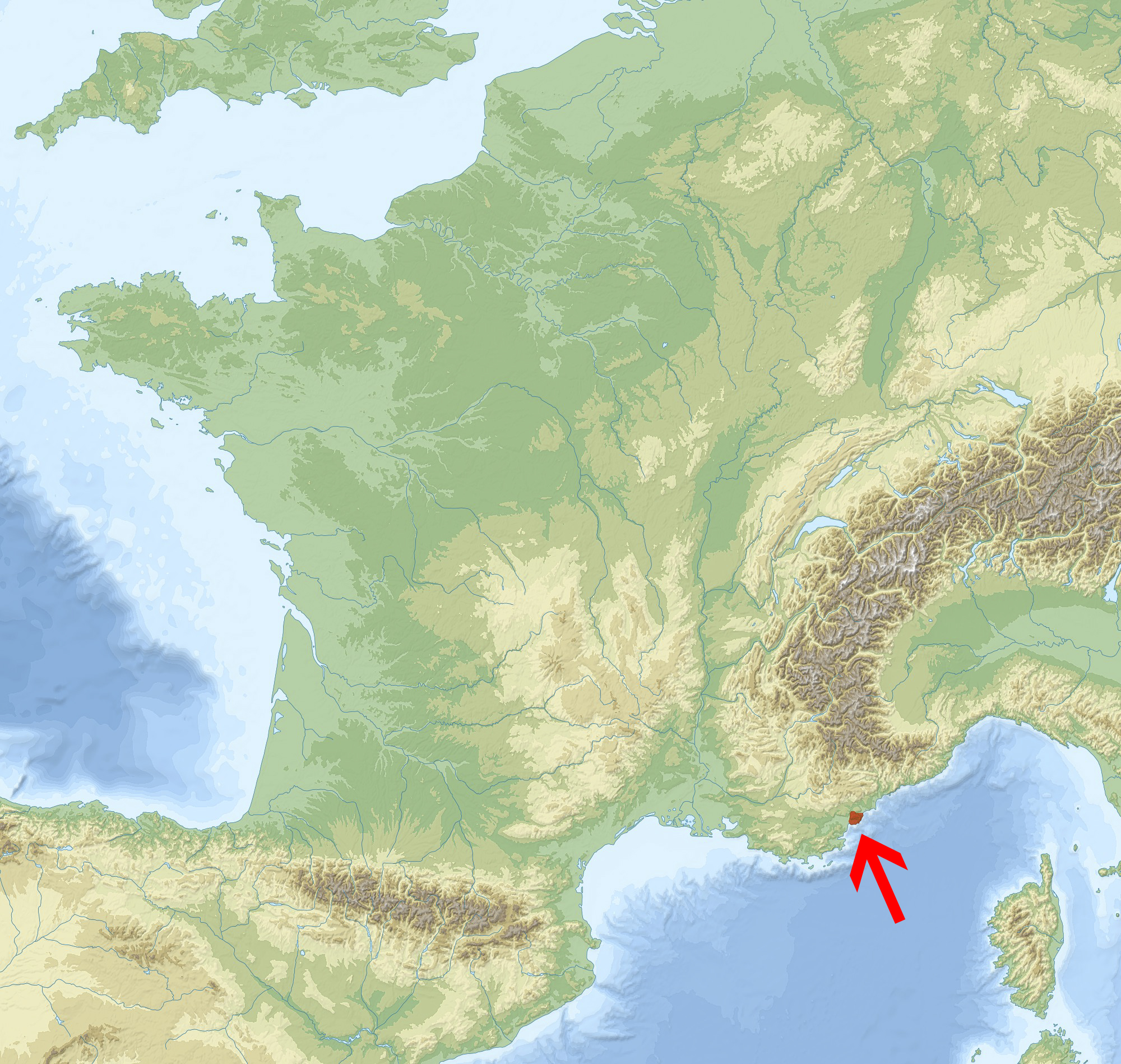
Le Dramont auf der Karte
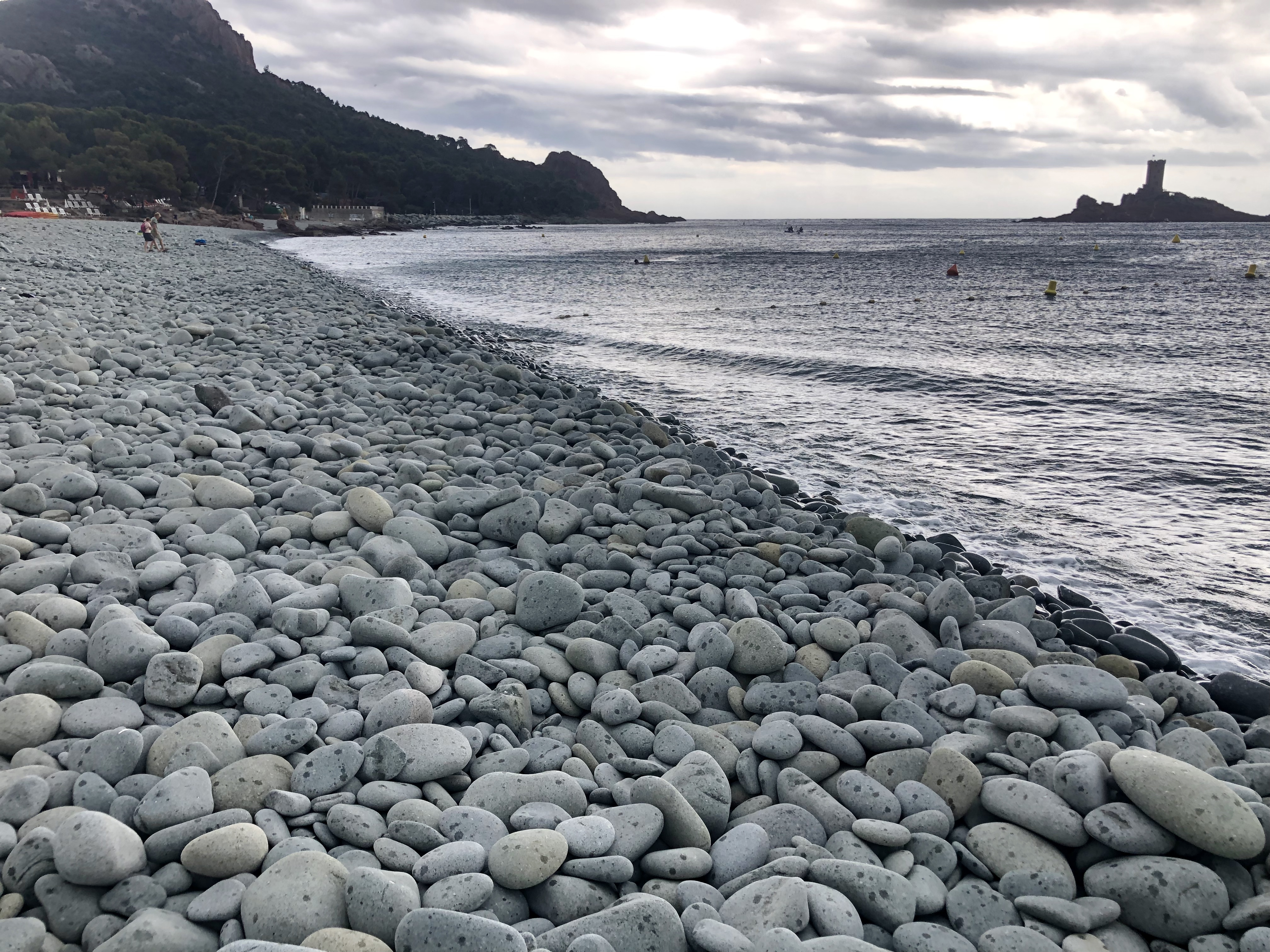
Steinstrand von Le Dramont